# Auguste Caby
Auguste André Henri Casimir Caby (* 6. Oktober 1887 in Beauvais (nach anderen Quellen 15. März 1892 in Lille); † 15. Februar 1915 in Beauséjour) war ein französischer Schwimmer.

## Karriere
Caby war gelernter Schuhmacher. 1910 meldete er sich zum Militärdienst und diente drei Jahre im 43e régiment d’infanterie. 1911 nahm er an den französischen Militärmeisterschaften teil – in Lille erreichte er den zweiten Platz über 100 m Freistil und war siegreich über 500 m Freistil. Später im Jahr gewann er den französischen Meistertitel über 1500 m Freistil. Das Jahr 1912 begann für den Sportler mit der Aufstellung diverser französischer Schwimmrekorde. Im Juli nahm er an den Olympischen Spielen in Stockholm teil. Im Wettbewerb über 1500 m Freistil erreichte er im zweiten Verlauf das Ziel nicht. Einen Monat später wurde er französischer Meister über 500 m Freistil. 1914 wurde er im Rahmen der allgemeinen Mobilmachung des Ersten Weltkrieges einberufen. Im Februar 1915 fiel er im Kampf um Beauséjour im Département Marne.